# František Karel Auersperg
František Karel Auersperg (německy Franz Karl Prinz von Auersperg, 26. července 1935 Hejnice, Československo – 26. ledna 2008) byl česko-rakouský šlechtic, politik a odborář.

## Život
František Karel Mater Formosa princ z Auerspergu se narodil jako syn prince Edvarda Ruperta z Auerspergu a jeho manželky Sophie (rozené Clam-Gallasové), dcery Františka z Clam-Gallasu, posledního mužského člena rodu Clam-Gallasů. Manželé měli celkem osm dětí a František Karel se narodil jako předposlední z nich. 
Po druhé světové válce po odsunu z Československa se rodina uchýlila k princi Eduardovi z Auerspergu. U něj František Karel navštěvoval nejprve základní školu v St. Pankratz poblíž obce Weitwörth a následně pak benediktinské gymnázium v Kremsmünsteru, na němž roku 1955 odmaturoval. Poté pokračoval ve studiu práv ve Vídni.
Po studiích pracoval od roku 1966 u vídeňské firmy Bunzl & Biach AG na pozici personalisty. Stal se členem rady sekce výroby papíru v rakouských odborových svazech a dostal se také do vedení politické Rakouské lidové strany (ÖVP). Přes deset let byl též místopředsedou rakouské sekce Panevropské unie.
František Karel Auersperg zemřel dne 26. ledna 2008.

## Řádová činnost
Roku 1951, ještě během gymnaziálních studií, vstoupil do řádu Maltézských rytířů. Dne 17. října 1992 v kapli řádového zámku Mailberg složil řeholní slib. Roku 1999 byl povýšen do statutu spravedlivého rytíře velkého kříže a patřil též mezi členy rakouského velkopřevorství tohoto řádu.